# 93 Days
93 Days es una película de suspenso y drama nigeriana de 2016 dirigida y coproducida por Steve Gukas. Relata el brote de ébola de 2014 en Nigeria y su contención exitosa por parte de los trabajadores de salud de un hospital de Lagos. Está protagonizada por Bimbo Akintola, Danny Glover y Bimbo Manuel con producción conjunta a través de Native FilmWorks, Michel Angelo Production y Bolanle Austen-Peters Production.
Fue dedicada a Ameyo Adadevoh, una médica nigeriana que desempeñó un papel clave en la contención del ébola en Nigeria.

## Sinopsis
El 20 de julio de 2014, Patrick Sawyer, diplomático liberiano-estadounidense, llega a Lagos, Nigeria. Es trasladado de inmediato al Centro Médico First Consultants tras sufrir quebrantos de salud. A una de los médicos que lo acompaña, la Dra. Ameyo Adadevoh, le preocupa que pueda tener Ébola, aunque Sawyer se niega, Adadevoh decide ponerlo en cuarentena y le pide a su personal que tenga cuidado al atenderlo.
La historia se centra en los sacrificios hechos por quienes arriesgaron sus vidas para asegurar que el virus del Ébola estuviera contenido, antes de que se convirtiese en una epidemia.

## Reparto
| Actor                   | Personaje                  |
| ----------------------- | -------------------------- |
| Seun Ajayi              | Dr. Niyi Fadipe            |
| Bimbo Akintola          | Dr. Ameyo Adadevoh         |
| Zara Udofia Ejoh        | Enfermera Justina Echelonu |
| Keppy Ekpeyong Bassey   | Patrick Sawyer             |
| Charles Etubiebi        | Bankole Cardoso            |
| Danny Glover            | Dr. Benjamin Ohiaeri       |
| Somkele Iyamah-Idhalama | Dra. Ada Igonoh            |
| Seun Kentebe            | Godwin Igonoh              |
| Alastair Mackenzie      | Dr. David Brett-Major      |
| Bimbo Manuel            | Wasiu Gbadamosi            |
| Charles Okafor          | Afolabi Cardoso            |
| Gideon Okeke            | Dr. Morris Ibeawuchi       |
| Sola Oyebade            | Embajadora                 |
| Tim Reid                | Dr. Adeniyi Jones          |